# IETF
Работната група за интернет инженерство (на английски: Internet Engineering Task Force, IETF) е отворена организация по стандартизация, която развива и промотира, понякога доброволчески, интернет стандарти, в частност технически стандарти, които обхващат интернет протоколите (Internet protocol suite). IETF развива и популяризира интернет стандартите в тясно сътрудничество с организации по стандартизация като W3C и ISO/IEC и се занимава по-специално със стандартите на TCP/IP. Тя е отворена организация по стандартизация без официално членство или изисквания за членство, като всички инженери, експерти и специалисти участници, както и администраторите са предимно доброволци, в частта по стандартизацията, дори и друга работа в областта на интернет и интернет мрежите тяхната работа реално да не е доброволческа, а платена от техните работодатели, които могат да бъдат частни фирми, неправителствени организации или дори правителствени или федерални агенции; например председателят Ръс Хъсли (председател от 2007 до 2013) се финансира от VeriSign и Агенцията за национална сигурност на правителството на САЩ.